# Podrute
Podrute falu Horvátországban Varasd megyében. Közigazgatásilag Novi Marofhoz tartozik.

## Fekvése
Varasdtól 17 km-re délre, községközpontjától 7 km-re nyugatra az Ivaneci-hegységben fekszik.

## Története
1857-ben 358, 1910-ben 745 lakosa volt. 
A trianoni békeszerződésig Varasd vármegye Novi Marofi  járásához tartozott. 
1992. január 7-én, a horvátországi háború alatt a falu határában lőtte le a Jugoszláv Légierő MiG–21-ese az Európai Közösség Megfigyelő Missziójának (ECMM) helikopterét, amely öt európai közösségi (EK) megfigyelőt szállított. Egy olasz és egy francia tiszt, valamint három olasz altiszt meghalt. A másik ECMM-helikopter, amely a megtámadott helikopterrel alakzatban repült, kényszerleszállást hajtott végre. A második helikopter egy fő személyzetet és egy vendég diplomatát szállított, akik mind életben maradtak. Az esetet az ENSZ Biztonsági Tanácsa és az EGK is elítélte. Az incidens következtében a jugoszláv hatóságok felfüggesztették a légierő parancsnokát, Veljko Kadijević jugoszláv védelmi miniszter pedig lemondott posztjáról. 
2001-ben a falunak 161 háza és 497 lakosa volt.

## Nevezetességei
A Bélára átvezető út déli részén, Podrute fölött, egy ma Gradistyének nevezett helyen egy védelmi építmény jelentéktelen maradványai találhatók. A vár az út bal oldalán 400 m magasságban állt, és a Bélai-völgy déli bejáratát ellenőrizte. Az alaprajz és a falazási technika alapján úgy tűnik, hogy az erődítmény egy őskori sáncvár lehetett, melyet időnként menedékhelynek is használtak a környékbeli lakosok. Az erődítmény maradványai egy ellipszoid alakú lapos fennsíkon helyezkednek el délnyugat-északkeleti irányban, körülbelül 40 m hosszúságban. A déli oldalon árkot nem ástak, mert ezen az oldalon a várat meredek lejtő védte. A maradványokat a fennsík keleti oldalán lehet a legjobban megtalálni.